# Mihovil
 Ovo je glavno značenje pojma Mihovil. Za druga značenja pogledajte Mihovil (razdvojba).
Mihovil, uz srodna imena Mihael, Mijo, Mihajlo i Miho, muško je osobno ime židovskog podrijetla. Ono dolazi iz hebrejske riječi מִיכָאֵל / מיכאל značenja "Tko je kao Bog?". Ime tijekom stoljeća stiče veliku popularnost u istočnoj Europi i na Balkanu.
Također španjolsko-portugalska inačica imena Mihovil, koja u tamošnjem izvorniku zvuči Miguel, stekla je zavidnu popularnost. Zlatno doba engleske verzije koja glasi Michael nastupa tek u drugoj polovini XX. stoljeća kad to ime dolazi među najpopularnije. U SAD-u u posljednjih pedeset godina nalazi se cijelo vrijeme među 3 najpopularnija muška imena.